# Zuidelijke klokjesbij
De zuidelijke klokjesbij (Chelostoma distinctum) is een vliesvleugelig insect uit de familie Megachilidae. De wetenschappelijke naam van de soort is voor het eerst geldig gepubliceerd in 1929 door Stoeckhert.